# کریستال کرگ
کریستال کرگ (به انگلیسی: Crystal Crag) یک کوه در ایالات متحده آمریکا است که در شهرستان مونو، کالیفرنیا واقع شده‌است. کریستال کرگ ۳٬۱۶۲٫۹۵ متر بالاتر از سطح دریا واقع شده‌است.